# Remo Bodei
Remo Bodei (Cagliari, 3 agosto 1938 – Pisa, 7 novembre 2019) è stato un filosofo italiano.

## Biografia
Diplomato al Liceo classico Siotto Pintor della città natale e laureato all'Università di Pisa, perfezionò la sua preparazione teoretica e storico-filosofica a Tubinga e Friburgo, frequentando le lezioni di Ernst Bloch ed Eugen Fink; a Heidelberg, con Karl Löwith e Dieter Henrich; poi all'Università di Bochum. Conseguì inoltre il diploma di licenza e il diploma di perfezionamento della Scuola Normale Superiore.
Fu visiting professor presso le Università di Cambridge, Ottawa, New York, Toronto, Gerona, Città del Messico, UCLA (Los Angeles) e tenne conferenze in molte università europee, americane e australiane.
Dal 1981 al 1983 fu nel comitato redazionale della rivista Laboratorio politico.
Dal 1995 collaborava con Massimo Cacciari, Massimo Donà, Giuseppe Barzaghi, Salvatore Natoli e Stefano Zamagni nell’iniziativa La filosofia nei luoghi del silenzio, un tentativo di coniugare filosofia e contemplazione nella forma del ritiro comunitario.
Dal 2006 fu docente di ruolo in Filosofia alla UCLA di Los Angeles, dopo aver a lungo insegnato Storia della filosofia ed Estetica alla Scuola Normale Superiore e all'Università di Pisa, dove continuò a tenere, sia pur saltuariamente, qualche corso.
Era anche membro dell'Advisory Board internazionale dello IED - Istituto Europeo di Design.
Dal 13 novembre 2015 Remo Bodei fu socio corrispondente dell'Accademia dei Lincei, per la classe di Scienze Morali, Storiche e Filosofiche.
Remo Bodei è morto il 7 novembre 2019, a 81 anni. Era marito della storica Gabriella Giglioni.
I suoi libri sono stati tradotti in molte lingue.

## Pensiero
Si interessò a fondo della filosofia classica tedesca e dell'Idealismo, esordendo con la fondamentale monografia Sistema ed epoca in Hegel, dopo aver già tradotto in italiano l'importante Hegels Leben (Vita di Hegel) di Johann Karl Friedrich Rosenkranz. Appassionato cultore della poesia hölderliniana, all'autore dell'Hyperion dedicò saggi di notevole interesse. Con il volume Geometria delle passioni estese la sua meditazione anche a protagonisti della filosofia moderna come Cartesio, Hobbes e soprattutto Spinoza. Studioso del pensiero utopistico del Novecento, in particolare del marxismo eterodosso di Ernst Bloch e di autori 'francofortesi' come Theodor Adorno e Walter Benjamin, intervenne nella discussione sulla filosofia politica italiana, confrontandosi e dialogando in particolare con Norberto Bobbio, Michelangelo Bovero, Salvatore Veca e Nicola Badaloni.
Nei suoi studi sull'estetica curò l'edizione dell'Estetica del brutto di Johann Karl Friedrich Rosenkranz e analizzò in particolare concetti centrali come le categorie del bello e del tragico. Costante la sua attenzione per Sigmund Freud e gli sviluppi della psicoanalisi, per le logiche del delirio e per fenomeni in apparenza quotidiani ma sconvolgenti come l'esperienza del déjà vu. Filosofo di una ragione laica, sulla scia di Ernst Bloch, autore di Ateismo nel cristianesimo, cercò di distillare anche nel teorico del compelle intrare, Agostino d'Ippona, le possibili linee di un "ordo amoris" capace di assicurarci quell'identità in cui, come vuole il Padre della Chiesa, saremmo noi stessi pienamente: dies septimus, nos ipsi erimus ("il settimo giorno saremo noi stessi").
Nel 1992 vinse il Premio Nazionale Letterario Pisa Sezione Saggistica.
Bodei inoltre curò la traduzione e l'edizione italiana di testi di Hegel, Karl Rosenkranz, Franz Rosenzweig, Ernst Bloch, Theodor Adorno, Siegfried Kracauer, Michel Foucault.
Molti suoi lavori hanno per oggetto lo spessore e la storia delle domande che riguardano la ricerca della felicità da parte del singolo, le indeterminate attese collettive di una vita migliore, i limiti che imprigionano l'esistenza e il sapere entro vincoli politici, domestici e ideali. Già in Scomposizioni (1987), affrontò alcuni temi della genealogia dell'uomo contemporaneo e propose la metafora della geometria variabile per indagare le strutture concettuali ed espositive che, contraendosi o espandendosi sino a noi, orientano la percezione e la formulazione di problemi. La sua analisi dell'interazione di queste configurazioni mobili proseguì in Geometria delle passioni (1991) e in Destini personali (2002) che hanno avuto rilevante successo di pubblico.
Alla divulgazione dell'amore per la filosofia dedicò alcune conferenze e un libro (Una scintilla di fuoco, 2005).
Negli ultimi tempi stava lavorando sulla storia e sulle teorie della memoria.

## Citazioni
(Remo Bodei, citato in Corriere della Sera, 16 gennaio 2009)
(Remo Bodei, La filosofia nel Novecento, Roma, Donzelli, 1997, p. 188)
(Remo Bodei, Limite, Il Mulino, 2016, p. 66)

## Opere
- Sistema ed epoca in Hegel, Bologna, Il Mulino, 1975. Riedizione ampliata con il titolo: La civetta e la talpa. Sistema ed epoca in Hegel, Bologna, Il Mulino, 2014.
- Hegel e Weber. Egemonia e legittimazione, (con Franco Cassano), Bari, De Donato, 1977
- Multiversum. Tempo e storia in Ernst Bloch, Napoli, Bibliopolis, 1979 (Seconda edizione ampliata, 1983).
- Scomposizioni. Forme dell'individuo moderno, Torino, Einaudi, 1987. Riedizione ampliata, Bologna, Il Mulino, 2016.
- Hölderlin: la filosofia y lo trágico, Madrid, Visor, 1990.
- Ordo amoris. Conflitti terreni e felicità celeste, Bologna, Il Mulino, 1991 (Terza edizione ampliata, 2005).
- Geometria delle passioni. Paura, speranza e felicità: filosofia e uso politico, Milano, Feltrinelli, 1991 (Settima edizione ampliata, 2003).
- Le prix de la liberté, Paris, Éditions du Cerf, 1995.
- Le forme del bello, Bologna, Il Mulino, 1995. Seconda edizione riveduta e ampliata Bologna, Il Mulino, 2017.
- La filosofia nel Novecento, Roma, Donzelli, 1997.
- Se la storia ha un senso, Bergamo, Moretti & Vitali, 1997.
- La politica e la felicità (con Luigi Franco Pizzolato), Roma, Edizioni Lavoro, 1997.
- Il noi diviso. Ethos e idee dell'Italia repubblicana, Torino, Einaudi, 1998.
- Le logiche del delirio. Ragione, affetti, follia, Roma-Bari, Laterza, 2000.
- I senza Dio. Figure e momenti dell'ateismo, Brescia, Morcelliana, 2001.
- Il dottor Freud e i nervi dell'anima. Filosofia e società a un secolo dalla nascita della psicoanalisi, Roma, Donzelli, 2001.
- Destini personali. L'età della colonizzazione delle coscienze, Milano, Feltrinelli, 2002.
- Delirio e conoscenza, Remo Bodei, in Il Vaso di Pandora, Dialoghi in psichiatria e scienze umane, Vol. X, N. 3, 2002.
- Una scintilla di fuoco. Invito alla filosofia, Bologna, Zanichelli, 2005.
- Piramidi di tempo. Storie e teoria del déjà vu, Bologna, Il Mulino, 2006.
- Paesaggi sublimi. Gli uomini davanti alla natura selvaggia, Milano, Bompiani, 2008.
- Il sapere della follia, Modena, Fondazione Collegio San Carlo per FestivalFilosofia, 2008.
- Il dire la verità nella genealogia del soggetto occidentale in A.A. V.V., Foucault oggi, Milano, Feltrinelli, 2008.
- La vita delle cose, Roma-Bari, Laterza, 2009.
- Ira. La passione furente, Bologna, Il Mulino, 2011.
- Beati i miti, perché avranno in eredità la terra (con Sergio Givone), Torino, Lindau, 2013.
- Immaginare altre vite. Realtà, progetti, desideri, Milano, Feltrinelli, 2013.
- Limite, Bologna, Il Mulino, 2016.
- Le virtù Cardinali (con Giulio Giorello, Michela Marzano e Salvatore Veca), Roma-Bari, Laterza, 2017.
- Dominio e sottomissione. Schiavi, animali, macchine, Intelligenza Artificiale, Bologna, Il Mulino, 2019.